# 쉐인 온 하베스트 문 (1944년 영화)
쉐인 온 하베스트 문(Shine On Harvest Moon)은 미국에서 제작된 데이빗 버틀러 감독의 1944년 뮤지컬 영화이다. 앤 쉐리던 등이 주연으로 출연하였고 윌리엄 제이콥스 등이 제작에 참여하였다.

## 출연

### 주연
- 앤 쉐리던
- 데니스 모건

### 조연
- 잭 칼슨
- S.Z. 사칼
- 마리 윌슨
- 로버트 쉐인
- 밥 머피
- 돈 바클레이
- 브룩 베네딕
- 존 버크스
- 테드 빌링즈
- 빌리 블레처
- 잭 보일
- 조지 버니
- 제임스 부시
- 앤 코디
- 지노 카라도
- 조셉 크레핸
- 커낸 크립스
- 잭 데일리
- 윌리엄 B. 데이비슨
- 마이크 도노반
- 도로시 그레인저
- 프랭크 해그니
- 에드워드 헌
- 오스카 더치 헨드리언
- 톰 허버트
- 엘 힐
- 마저리 호쉘
- 쉐프 호튼
- 디키 험프레이즈
- 브랜든 허스트
- 한스 조비
- 듀크 존슨
- 찰스 조던
- 프레드 켈시
- 필리스 케네디
- 돈 크레이머
- 놀란 리어리
- 행크 만
- 찰스 마쉬
- 마이크 마주키
- 찰스 맥어보이
- 프랭크 맥캐롤
- 조지 맥도널드
- 팻 맥키
- 찰스 맥머피
- 아트 마일즈
- 랠프 몽고메리
- 잭 모워
- 토머스 머레이
- 잭 노턴
- 패디 오플린
- 윌리엄 오리어리
- 에드 오닐
- 네스토 파이바
- 폴 팬저
- 스탠리 프라이스
- 톰 퀸
- 밥 리브스
- 시릴 링
- 버트 로치
- 프란시스 세일즈
- 해리 시멜스
- 앨런 D. 시월
- 해리 세이모어
- 폴 스탠턴
- 윌 스탠턴
- 헨리 실베스터
- 필립 반 잰트
- 에드워드 워드
- 둘즈 위버
- 댄 화이트
- 찰스 C. 윌슨
- 톰 윌슨

## 제작진
- 세트: 잭 맥코나기
- 의상: 밀로 앤더슨